# Grecia (canton)
Le canton de Grecia est une subdivision administrative du Costa Rica appartenant à la province d'Alajuela. Il couvre une superficie de 396 km2, pour une population de 65 119 habitants. Le chef-lieu du canton est la ville de Grecia.

## Composition
Le canton de Grecia est divisé en 8 districts :
| Code Inec | District         | Population (2000) | Densité (hab./km²) | Superficie |
| --------- | ---------------- | ----------------- | ------------------ | ---------- |
| 20301     | Grecia           | 14 277            |                    |            |
| 20302     | San Isidro       | 5 201             |                    |            |
| 20303     | San José         | 6 206             |                    |            |
| 20304     | San Roque        | 9 163             |                    |            |
| 20305     | Tacares          | 6 879             |                    |            |
| 20306     | Río Cuarto       | 7 744             |                    |            |
| 20307     | Puente de Piedra | 9 325             |                    |            |
| 20308     | Bolívar          | 6 324             |                    |            |
|           | Canton de Grecia | 10 845            | 70                 | 155.33     |